# Зеленяр білобровий
Зеленя́р білобровий (Kleinothraupis atropileus) — вид горобцеподібних птахів родини саякових (Thraupidae). Мешкає в Андах. Раніше вважався конспецифічним з широкобровим зеленярем.

## Поширення і екологія
Білоброві зеленярі мешкають на заході Венесуели (Тачира), в горах Східного, Центрального і Західного хребтів Колумбійських Анд (в Східному хребті від Норте-де-Сантандера до Кундінамарки, в Західному і Центральному — на південь від Антіокії), в Еквадорі і північному Перу (П'юра, Кахамарка). Вони живуть в підліску та на узліссях вологих гірських тропічних лісів. Віддають перевагу заростям бамбука Chusquea. Зустрічаються на висоті від 2300 до 3350 м над рівнем моря.